# Manfred Reindl
Manfred Reindl (* 10. Oktober 1965) ist ein österreichischer Spieleautor.

## Leben
Manfred Reindl interessiert sich insbesondere für die Entwicklung kurzweiliger Kinder- und Familienspiele. Hauptberuflich arbeitet er als Produktmanager in einer Regionalbank in Linz. Sein erstes Spiel „Da stimmt was nicht“ wurde im Herbst 2005 als Lernspiel bei HABA veröffentlicht. In den letzten Jahren erschienen insgesamt rund 20 Spiele. Im Mittelpunkt seiner  Spiele stehen besondere Mechanismen oder interessante Gimmicks, die seine Spiele spannend und einzigartig machen.
Manfred Reindl arbeitet gern mit anderen Spieleautoren zusammen. Die erfolgreichste Zusammenarbeit besteht mit Stefan Dorra. In den letzten Jahren haben beide Autoren gemeinsam zehn Kinder- und Familienspiele entwickelt und veröffentlicht. Mit dem im Jahr 2013 veröffentlichten Geschicklichkeitsspiel im Barbecue-Feld namens Feuer & Flamme wurden sie von der Wiener Spieleakademie mit dem „Sonderpreis – Spiel der Spiele“ ausgezeichnet und die Spiele Zieh Leine, Flynn und Dschungelbande  wurden in die Empfehlungsliste des Kritikerpreises Kinderspiel des Jahres 2014 und 2016 aufgenommen.
Weitere Zusammenarbeit besteht auch mit den Autorenkollegen Wolfgang Dirscherl, Guido Hoffmann, Silke Briedl und Harald Mini.
Manfred Reindl lebt mit seiner Familie in Tragwein, Oberösterreich.

## Ludographie
Spiele (Auswahl)
- 2005 Da stimmt was nicht (HABA)
- 2008 Enuk (Queen Games) gemeinsam mit Stefan Dorra
- 2008 Mannequin (Ravensburger) gemeinsam mit Stefan Dorra
- 2009 Make´n Break Challenge  (Ravensburger) gemeinsam mit Stefan Dorra
- 2009 Shaun das Schaf, Köttelalarm  (Kosmos) gemeinsam mit Stefan Dorra
- 2009 Terra Kids – Wo leben Tiere (HABA) gemeinsam mit Stefan Dorra
- 2010 Magicus  (Beleduc)
- 2011 Wamboo (Noris)
- 2011 Molly Mief  (HABA)
- 2011 Auf die Birne (Zoch)
- 2013 Feuer & Flamme (HUCH! & friends) gemeinsam mit Stefan Dorra
- 2013 Banana Party (Queen Games) gemeinsam mit Stefan Dorra
- 2014 Zieh Leine, Flynn (Moses-Verlag) gemeinsam mit Stefan Dorra
- 2016 Dschungelbande  (Kosmos) gemeinsam mit Stefan Dorra

## Auszeichnungen
- 2013 Feuer & Flamme (Huch & Friends): „Sonderpreis – Spiel der Spiele“.
- 2014 Häuptling Bumm-Ba-bumm (HABA) – deutscher Lernspielpreis 2014
- 2014 Zieh Leine, Flynn (Moses-Verlag): Empfehlungsliste des Kritikerpreises Kinderspiel des Jahres 2014
- 2016 Dschungelbande  (Kosmos): Empfehlungsliste des Kritikerpreises Kinderspiel des Jahres 2016